# Birkhorst (Nuthe-Urstromtal)

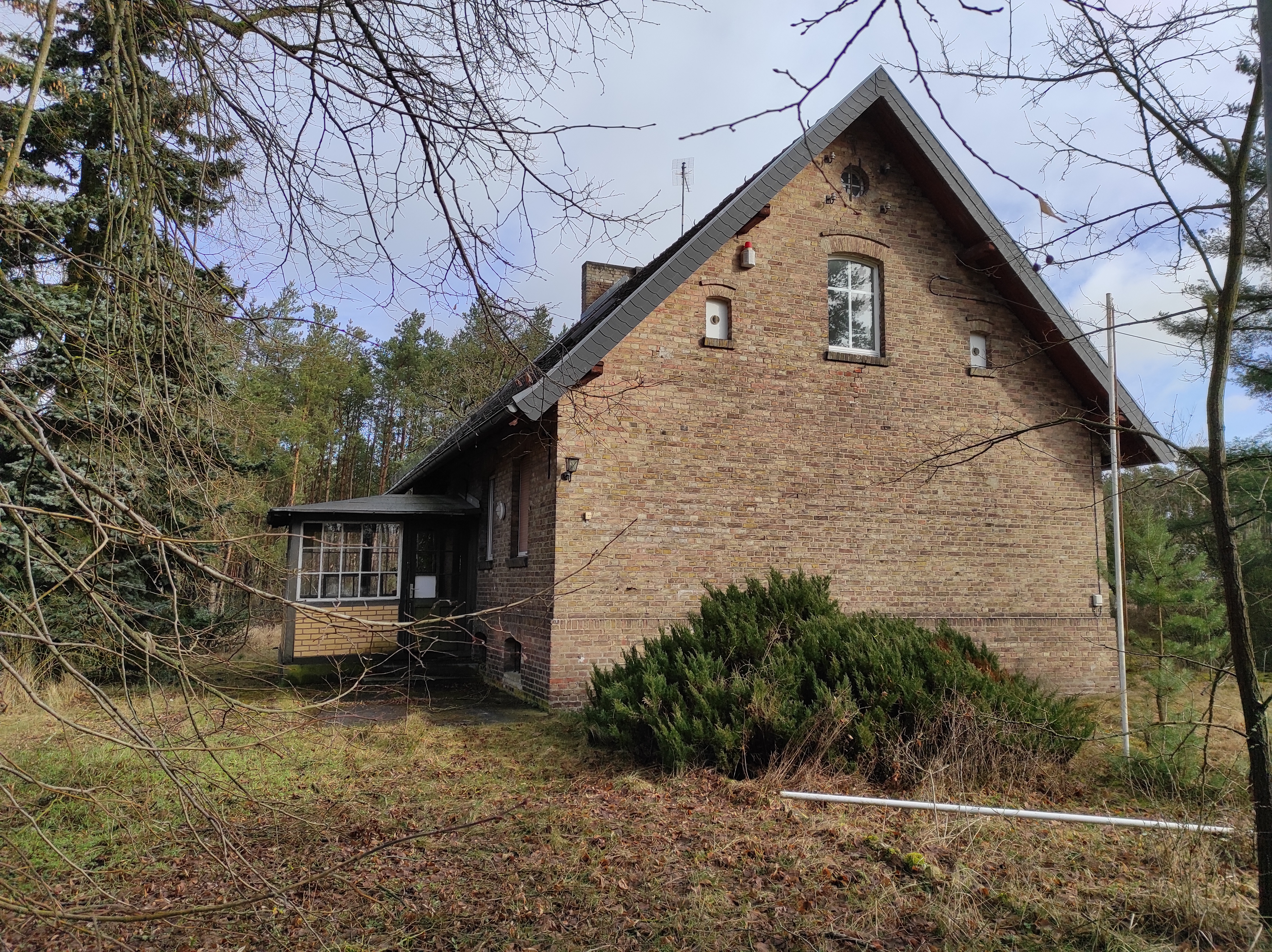
Giebelseite und Eingang

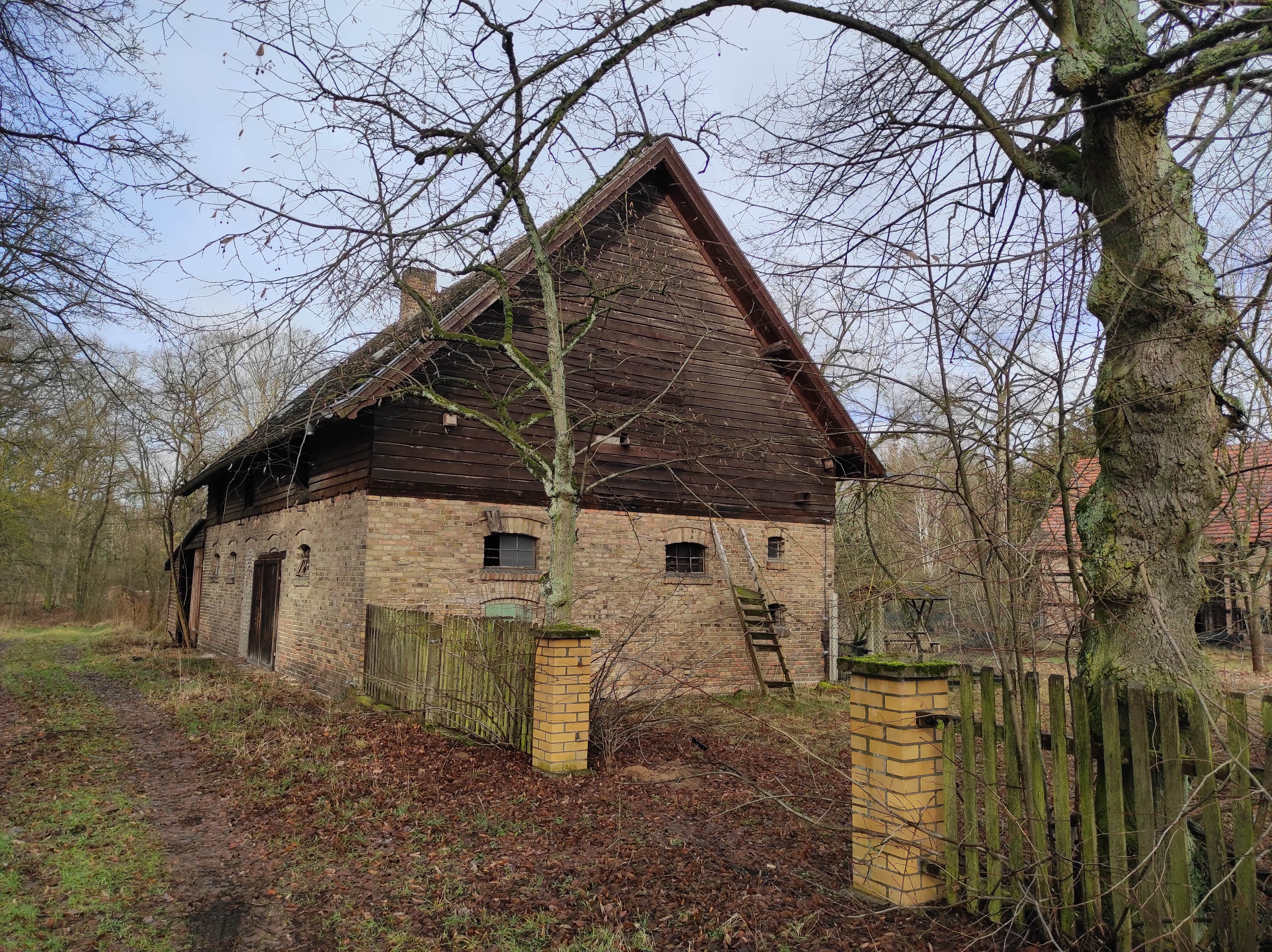
Wirtschaftsgebäude

Birkhorst ist ein Wohnplatz im Ortsteil Schöneweide der Gemeinde Nuthe-Urstromtal im Landkreis Teltow-Fläming (Brandenburg). Das Forsthaus wurde 1898 errichtet. Es gehörte zunächst zum Forstgutsbezirk Woltersdorf, war ab 1929 ein Wohnplatz und eine Exklave der Gemeinde Neuendorf (ab 1938 Wiesenhagen) und wurde 1998 der Gemarkung Schöneweide und damit der Gemeinde Nuthe-Urstromtal zugeordnet. Das Gebäude steht unter Denkmalschutz.

## Lage
Der Wohnplatz liegt rund 1,6 km nördlich des Ortsteils Woltersdorf und rd. 4,7 km nordwestlich vom Ortskern von Schöneweide. Unmittelbar östlich führt die Bundesstraße 101, von Nordosten kommend in südwestlicher Richtung, vorbei. Östlich der Bundesstraße entwässert der Flotte Graben in das Hammerfließ, das Birkhorst südlich passiert. Westlich führt die Bahnstrecke Berlin–Halle von Norden kommend in südlicher Richtung am Wohnplatz vorbei.

## Geschichte
Das Gebäude soll nach der Denkmalliste in den Jahren 1899/1900 errichtet worden sein. Dem steht entgegen, dass dem Förster Wilhelm Possin bereits zum 1. Juli 1898 die Försterstelle Birkhorst übertragen wurde. Das Forsthaus wurde also schon 1898, nach dem Einstellungstermin des neuen Försters wohl in der ersten Hälfte des Jahres 1898 errichtet. In Brachvogel's Handbuch der Behörden der Provinz Brandenburg und des Stadtkreises Berlin ist der Name des Försters als Tossin verschrieben. Kommunalrechtlich gehörte das Forsthaus Birkhorst zum Gutsbezirk Scharfenbrücker Forst Teltower Anteil, der 1903 in Gutsbezirk Lenzburger Forst umbenannt wurde.
Nach dem Adressbuch des Kreises Teltow gehörte das Forsthaus Birkhorst 1927 immer noch zum Gutsbezirk Lenzburger Forst. 1929 wurde der zum Kreis Teltow gehörende Gutsbezirk Lenzburger Forst aufgelöst und Teile davon in die Gemeinden Schöneweide und Neuendorf bei Trebbin eingegliedert. Der größere Rest wurde mit dem Gutsbezirk Kummersdorfer Forst vereinigt.
1932 war das Forsthaus Birkhorst ein Wohnplatz in der Gemeinde Neuendorf bei Trebbin, allerdings eine Exklave in der Gemarkung Schöneweide. 1936 hatte der Wohnplatz 6 Bewohner. Die Gemeinde wurde 1938 in Wiesenhagen umbenannt. 1998 wurde die Exklave dem Gebiet der Gemeinde Nuthe-Urstromtal zugeordnet. Das Forsthaus Birkhorst gehört seither zur Gemarkung von bzw. zum Ortsteil Schöneweide der Gemeinde Nuthe-Urstromtal, Das Gebäude steht unter Denkmalschutz.

## Stellung in der Hierarchie der Forstverwaltung
In der Hierarchie der Forstverwaltung war das Forsthaus Birkhorst und sein Schutzbezirk 1901 der Oberförsterei Woltersdorf im Forstinspektionsbezirk Potsdam-Beelitz unterstellt. 1932 wurde die Oberförsterei Woltersdorf aufgelöst. Die Förstereien Birkhorst und Lenzburg wurden an die Oberförsterei Kummersdorf angeschlossen. Das Forsthaus Birkhorst ist heute aufgegeben. Die Gemarkung Schöneweide ist dem Revier Märtensmühle in der Oberförsterei Baruth zugeordnet.

## Liste der Förster
- ab 1. Juli 1898 bis (1906) Förster Wilhelm Possin (* 17. Oktober 1861 in Rampitz, Kr. Weststernberg), Diensteintritt: 1. Juli 1898[14] er war vorher Forstaufseher in der Oberförsterei Havelberg[3][15][16]
- 1. Mai 1922 bis (1944) Reinhold Kagemann (* 17. April 1875 in Zinnowitz/Usedom),[17] Staatsförster[6] war vorher Förster in der Försterei Groß Ziethen (Oberförsterei Kremmen)